# Lucio Vinicio (cónsul 5 a. C.)
Lucio Vinicio (fl. siglo I a. C.) fue un senador romano que fue nombrado cónsul sufecto en 5 a. C.
Vinicio era el hijo de Lucio Vinicio, que fue cónsul sufecto en 33 a. C. Un destacado abogado con un tono de voz brillante, fue nombrado para el puesto de triunviro de la moneda en 16 a. C. Vinicio fue nombrado posteriormente cónsul sufecto en 5 a. C., en sustitución del emperador Augusto, tras lo cual desaparece del registro histórico.
Suetonio cuenta que Augusto se vio forzado a intervenir en una ocasión en que se vio a Vinicio prestándole demasiada atención a la hija del emperador, Julia, supuestamente viéndola cuando estaba quedándose en Bayas (Italia).